# ヒット・パレード
『ヒット・パレード』（原題：A Song Is Born）は、1948年のアメリカ合衆国の映画。1941年の映画『教授と美女』を、監督のハワード・ホークス自身によってミュージカル映画としてリメイクした作品。製作も再びサミュエル・ゴールドウィンが務めた。主演はダニー・ケイとヴァージニア・メイヨ。その他、ベニー・グッドマンやルイ・アームストロングなど当時著名なミュージシャンが数多く出演している。テクニカラー作品。

## キャスト
- ホバート・フリスビー教授：ダニー・ケイ（吹替：柳沢真一）
- ハニー・スワンソン：ヴァージニア・メイヨ（吹替：赤沢亜沙子）
- メイゲンブラック教授：ベニー・グッドマン
- トゥインクル教授：ヒュー・ハーバート（英語版）
- トニー・クロウ：スティーブ・コクラン（英語版）
- エルフィニ教授：J・エドワード・ブロンバーグ（英語版）
- アダムス：シドニー・ブラックマー
- トッテン：メアリー・フィールド（英語版）[3]

以下は本人役での出演
- トミー・ドーシー
- ルイ・アームストロング
- チャーリー・バーネット（英語版）
- ライオネル・ハンプトン
- メル・パウエル
- ルイ・ベルソン（英語版）
- ペイジ・キャバノフ・トリオ（英語版）
- ゴールデン・ゲート・カルテット（英語版）

※日本語吹替：テレビ版・初回放送1972年9月3日『劇映画』

## スタッフ
- 監督：ハワード・ホークス
- 製作：サミュエル・ゴールドウィン
- 脚本：ビリー・ワイルダー、トーマス・モンロー（英語版）
- 撮影：グレッグ・トーランド
- 音楽：エミール・ニューマン、ヒューゴー・フリードホーファー